# Полустанок (фильм, 1963)
«Полуста́нок» — советский художественный фильм, снятый на киностудии «Мосфильм» в 1963 году. Последняя работа в кино режиссёра Бориса Барнета (1902—1965).

## Сюжет
Крупный учёный, академик Павел Павлович (Василий Меркурьев) берёт отпуск. Посоветовавшись с врачами, он отвергает курорты, санатории и дома отдыха, и отправляется в обыкновенную русскую деревню, где надеется сменить обстановку, подышать свежим воздухом, заняться на досуге любимым хобби — живописью и отдохнуть от ежедневной московской суеты.
Но надежды на тишину и спокойствие вдали от больших городов оказываются напрасными. Поселившись в полуразвалившемся сарае, в котором традиционно селят художников, повадившихся писать местные пейзажи, Павел Павлович обнаруживает, что в далёком селе живут очень интересные и деятельные люди, кипят нешуточные страсти и каждый день что-нибудь случается. Люди хорошие, события местного масштаба и забавные, и серьёзные, но вот чего здесь точно нет, так это покоя…

Это фильм-завещание, фильм-исповедь о неизбежности старения, о прощании с молодостью, о необходимости с этим примириться. Фильм, чуть по-старчески расслабленный, но исполненный барнетовского смеха, который сам режиссёр называл «умудряющим». Однако для «оттепельной» эпохи фильм, лишённый конкретной социальной проблематики, представлялся лишённым смысла вообще. Послание прочитано не было.— Кино России: Режиссёрская энциклопедия / Автор-сост. Л. Рошаль. — Т. 1: А — М. — М.: НИИ киноискусства, 2010.

## В ролях
| Актёр                | Роль                       |
| -------------------- | -------------------------- |
| Василий Меркурьев    | академик Павел Павлович    |
| Екатерина Мазурова   | бабка Татьяна              |
| Надежда Румянцева    | счетовод колхоза Сима      |
| Борис Новиков        | бригадир колхоза Грубоухов |
| Ада Березовская      | доярка Клавка              |
| Елизавета Никищихина | продавщица Зойка           |
| Александр Потапов    | тракторист Иван            |
| Валерий Рыжаков      | шофёр Вася                 |
| Людмила Марченко     | доярка                     |

— и другие.